# Stereopolina

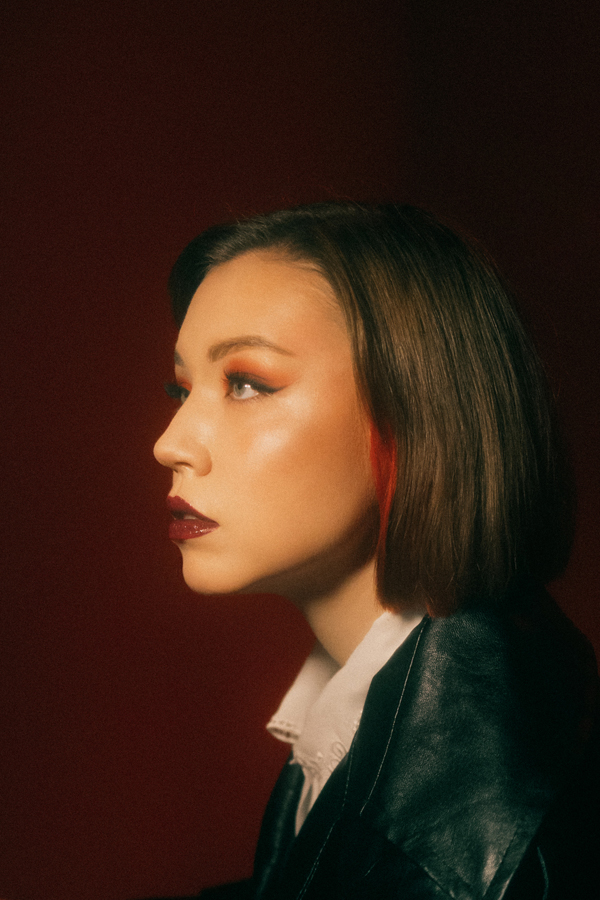
Stereopolina (2023)

Stereopolina (Geburtsname Karina Nailewna Morgunowa (russisch Карина Наилевна Моргунова), * 5. Mai 1995 in Kasan) ist eine russische Sängerin und Songschreiberin, die in den Genres Synth-Pop, Synthwave, Post-Punk und Electroclash arbeitet. Sie ist Teilnehmerin von mehreren Musikfestivals gewesen (VK fest, Stereoleto, Motherland, Moscow Music Week, XX Moscow Synthetic Snow Festival).

## Lebenslauf
Stereopolina wurde am 5. Mai 1995 in Kasan geboren. Im Jahr 2001, im Alter von sechs Jahren, wurde sie an der Musikschule Nr. 28 in Kasan in die Klavierklasse aufgenommen. Ihre Familie hat keinerlei Verbindung oder Bezug zu Musik. Als Teenager wurde sie Mitglied einer Folk-Metal-Band, in der sie Bassgitarre spielte.
Nach Abschluss der Mittelschule schrieb sie sich am Staatlichen Kulturinstitut Kasan in der Abteilung zu Film und Fernsehen ein.

### Karriere
Während ihres Studiums am Institut begann sie als leitende Tontechnikerin am Jugendtheater „Na Bulake“ in Kasan zu arbeiten. Sie arbeitete dort, bis sie im fünften Studienjahr nach Sankt Petersburg zog.
Im August 2018 wurde ihr Album „Twilight Zone“ (Russisch: «Сумеречная зона») veröffentlicht. Im Oktober 2018 trat sie als Local Support der Band Molchat Doma in Sankt Petersburg auf, um deren Album Etazi vorzustellen.
Im Januar 2020 veröffentlichte sie ihr zweites Album „Institut für Kultur und Erholung“ (Russisch: «Институт культуры и отдыха»), das einen Meilenstein in ihrer Karriere darstellte. Mit diesem Album begann die Sängerin, in den Genres Synth-Pop und Retrowave zu arbeiten. Das Album wurde in mehreren Top-Stories zum Jahresende erwähnt, nämlich in der Zeitschrift „Nozh“ und im National Public Radio. Der Song „Letztes Date“ (Russisch: «Последнее свидание») hat es auf mehrere Spitzenplätze des Jahres geschafft, nämlich: Post-Punk.com; „Top 100 Songs“ von Afisha Daily.
2021 wurde das Musikvideo zum Song „Letztes Date“ veröffentlicht, das in der MTV-Sendung „12 wütende Zuschauer“ gezeigt wurde und bei den Berlin Music Video Awards in die Auswahl für das Silver Screening kam.
Im selben Jahr veröffentlichte sie das Album Institut für Kultur und Erholung (auf Vinyl bei Maschina Records; auf CD und CD-Kassette erschienen bei Sierpien Records). Im Oktober 2021 veröffentlichte sie ihr drittes Album, Superlunie. Das Album wurde laut The Flow in die Top 50 der besten Alben des Jahres 2021 und laut Afisha Daily in die besten Pop-Alben aufgenommen.
Im Februar 2022 wurde das Musikvideo zum Song „Sunny Boy“ (Russisch: «Солнечный мальчик») veröffentlicht und bei den Berlin Music Video Awards in der Kategorie "Best Narrative" nominiert.
Im Herbst 2022 wurde das dritte Minialbum, „Gäste ohne Zukunft“ (Russisch: «Гости без будущего»), veröffentlicht. Unter den aufgenommenen Songs waren ein gemeinsamer Song mit Ljocha Nikonow und eine Coverversion von „Liebe ist Macht“ (Russisch: «Любовь — это власть») von Banda tschetyrjoch. Die EP wurde laut der russischen Ausgabe des Esquire in die Top 100 der besten Alben des Jahres aufgenommen. Der Musikkritiker Andrei Bucharin setzte sie in seine persönliche Top 10 der besten Alben des Jahres 2022.

## Diskografie

### Studioalben
- 2018: «Сумеречная зона»
- 2020: «Институт культуры и отдыха»[7]
- 2020: «Instrumental»
- 2021: «Суперлуние»[8]

### EPs
- 2018: «Яд»
- 2019: «Август»
- 2022: «Гости без будущего»[9]

### Singles (Auswahl)
- 2018: «Je suis riche» (feat. Никита Соколов)
- 2019: «Немое кино»
- 2020: «Солнечный мальчик»
- 2020: «Последнее Свидание»
- 2020: «Улетаю Я»

### Tributes
- 2021: «Еще громче!» (Тарканы! трибьют)
- 2022: «Мы вышли из Кино 2» (Кино, трибьют)
- 2023: «Колибри», трибьют

### Gastbeiträge
- 2019: «Через года», Фирма-Однодневка feat. Стереополина
- 2020: «Бежать прочь», Аудиопреступление feat. Стереополина
- 2020: «Пойду гулять», Нюдовый Чес feat. Стереополина
- 2020: «НВГДН», Валентин Дядька feat. Стереополина
- 2021: «Не время для сна», Кирилл Коперник, Paella, Стереополина
- 2021: «Я.Х.Б.С.Т.», MIMIKO feat. Стереополина
- 2021: «Влюбилась нечаянно», розовый рап feat. Стереополина
- 2022: «Б=Л», MIMIKO feat. Стереополина
- 2021: «Секрет», Культурное Наследие feat. Стереополина
- 2021: «В зимнем парке», Гипнобаза feat. Стереополина
- 2021: «Кровавая луна», Rigos feat. Стереополина - прим. Доступно только на Boosty
- 2022: «Лепесток», Парнишка feat. Стереополина
- 2022: «Пора танцевать», Кирилл Коперник feat. Стереополина
- 2022: «Бэдтрип», MIMIKO, Стереополина feat. слеза
- 2022: «Планы», Серцелев, Стереополина
- 2023: «Не смешно», Влажность, Стереополина
- 2023: «Не герой», Колибри трибьют - Komplimenter, Стереополина
- 2023: «Bladerunner»,  grust200, Стереополина
- 2023: «Прощай, мир!», ГАФТ, Стереополина
- 2023: «Конец времён», Июльские дни, Стереополина

## Videografie
- Последнее свидание auf YouTube реж. Арсений Кузнецов[10] (2020)
- Полтинник auf YouTube, реж. Ксения Морочковская (2021)
- Солнечный мальчик auf YouTube, реж. Арсений Кузнецов (2022)
- Лепесток auf YouTube, реж. Евгений Климов  (2022)

## Interviews
- TimeOut, Стереополина, певица и саундпродюсер: «Я музыкальный фанатик с малых лет»
- Правила Жизни, Стереополина: в современной мейнстриме не хватает искренности
- Большой Город, Как создавался мини-альбом “Гости без будущего”
- KUDAGO, Казань глазами Стереополины